# Nunusaku jezici
Nunusaku jezici, ogranak od (30) ceramskih jezika iz Indonezije:
a. Kayeli (1): Kayeli [kzl]
b. Piru Bay (19):
b1 Istočni (13):
a. Seram Straits (10):
a1. Ambon (3): Hitu [htu], Laha [lhh], Tulehu [tlu]
a2. Solehua (1): Paulohi [plh]
a3. Uliase (6):
a. Hatuhaha (5):
a1. Elpaputi (3): Amahai [amq], Elpaputih [elp], Nusa Laut
a2. Saparua (2): Latu [ltu], Saparua [spr]
b. Kamarian (1): Kamarian [kzx]
Kaibobo [kzb]
Sepa [spb] (Indonesia (Maluku))
Teluti [tlt] (Indonesia (Maluku))
b2 Zapadni (5):
a. Asilulu (2): Asilulu [asl], Seit-Kaitetu
b. Hoamoal (3):
b1. Istočnohoamoalski (2): Boano [bzn], Larike-Wakasihu [alo]
b2. Zapadnohoamoalski (1): Luhu [lcq]
Haruku [hrk]
c. Three Rivers (10):
c1. Amalumute (sjeverozapadni ceramski)(7):
a. Hulung (1): Hulung [huk]
b. Loun (1): Loun [lox]
c. Ulat Inai (2): Alune [alp], Naka’ela [nae]
Horuru [hrr] (Indonesia (Maluku))
Lisabata-Nuniali [lcs]
Piru [ppr]
c2. Wemale (2): sjeverni Wemale [weo], Južni Wemale [tlw]
Yalahatan [jal]

## Vanjske poveznice
- Ethnologue (14th)
- Ethnologue (15th)